# Fanny și Alexander
Fanny și Alexander (titlul original: în suedeză Fanny och Alexander) este un film dramatic suedez din 1982 scris și regizat de Ingmar Bergman. Intriga filmului se concentrează pe doi frați și familia lor lărgită din Uppsala, Suedia în timpul anilor 1910. După decesul tatălui copiilor, mama lor se recăsătorește cu un episcop important, care devine abuziv față de Alexander.